# Chapoda panamana
Chapoda panamana är en spindelart som beskrevs av Arthur M. Chickering 1946. Chapoda panamana ingår i släktet Chapoda och familjen hoppspindlar. Inga underarter finns listade i Catalogue of Life.